# Wupperwurm
Mit dem umgangssprachlichen Ausdruck Wupperwurm wird das offizielle Logo (auch Stadtsignet) der bergischen Großstadt Wuppertal bezeichnet. Die Bildmarke symbolisiert einen Wagen der Baureihe 1950 der Wuppertaler Schwebebahn sowie in Form des Buchstabens W den Fluss Wupper, der die Stadt durchfließt.

## Geschichte
Der Wupperwurm wurde von Albrecht Ade (* 1932), der von 1960 bis 1970 als Dozent für Typografie und Grafikdesign an der Werkkunstschule Wuppertal tätig war, in den 1960er Jahren entwickelt. Seitdem tragen städtische Organisationen und Briefköpfe des städtischen Briefwechsels dieses Stadtsignet. In den 1970er Jahren gab es einen bekannten und erfolgreichen Werbeaufkleber, mit dem durch eine Kombination der Farben Gelb, Hellgrün und Grün sowie den Wupperwurm auf blauem Untergrund auf die Herkunft aus Wuppertal hingewiesen wurde. Der darauf verwendete Slogan „Wuppertal grüßt aus dem Bergischen Land“ erfreute sich unter Autofahrern vor allem aus der Stadt großer Beliebtheit. Das Logo ziert, in der gleichen Farbkombination wie der Werbeaufkleber, auch als Türgriff die gläsernen Türen des Haupteingangs des Wuppertaler Rathauses.
Mitte 2013 wurde das einheitliche Erscheinungsbild der Stadt unentgeltlich von der Wuppertaler Agentur Illigen Wolf Partner neu konzipiert und damit ein überarbeitetes Corporate Design zur Verfügung gestellt. Sämtliche Publikationen der Stadt und Stadtbetriebe, worunter beispielsweise auch der Zoo Wuppertal, die Stadthalle Wuppertal, die Schwimmoper und die Wuppertaler Bühnen fallen, werden sukzessive auf diese überarbeitete Leitlinie umgestellt. Die Wortmarke besteht aus „Stadt Wuppertal“ und einem präzisierenden, optional einsetzbaren Zusatz, der den Stadtbetrieb spezifiziert.

## Beispiele der Verwendung

Wort-Bild-Marke ab 2013
Werbeaufkleber aus den 1970er Jahren
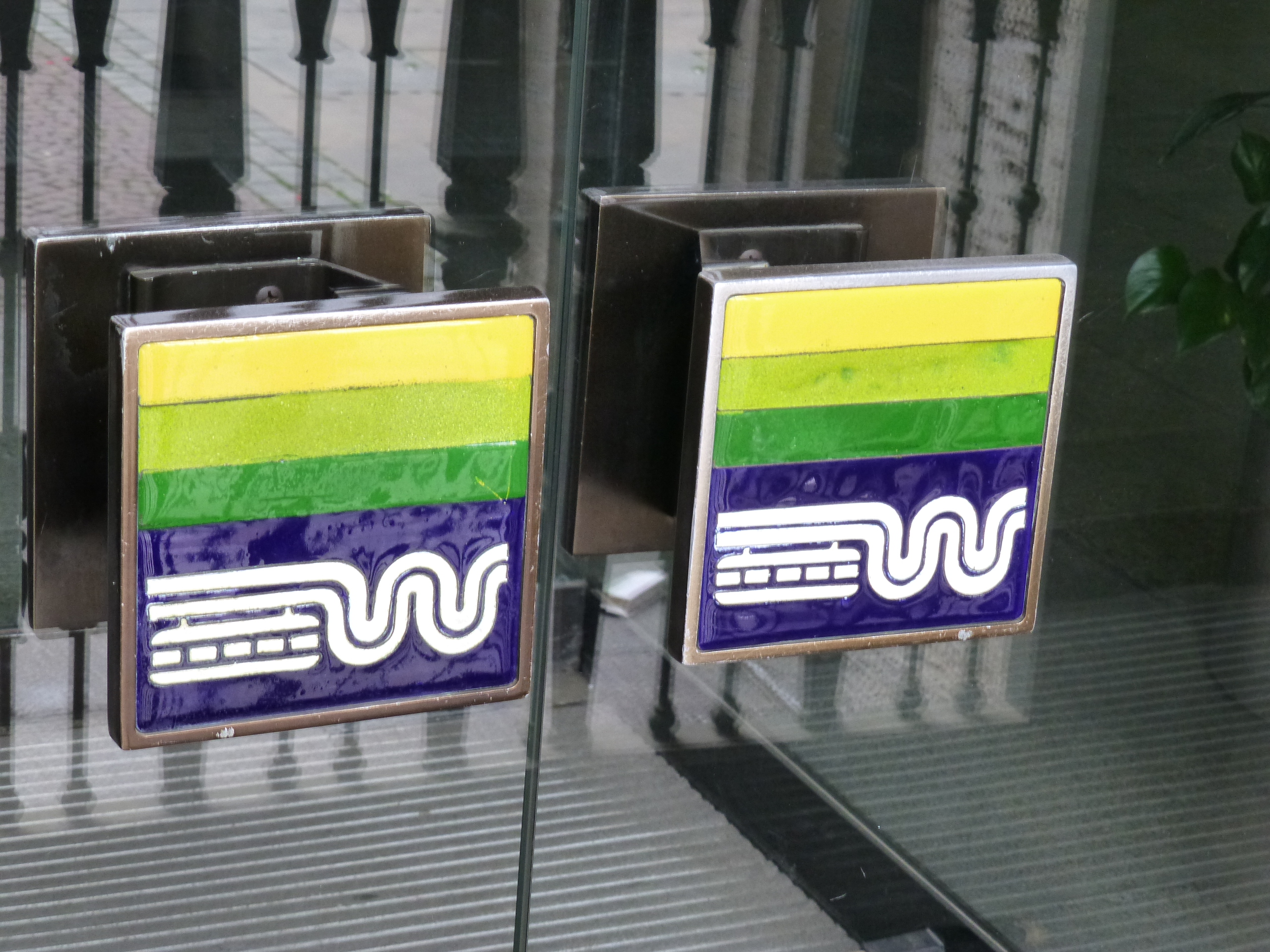
Türgriffe am Haupteingang des Rathauses
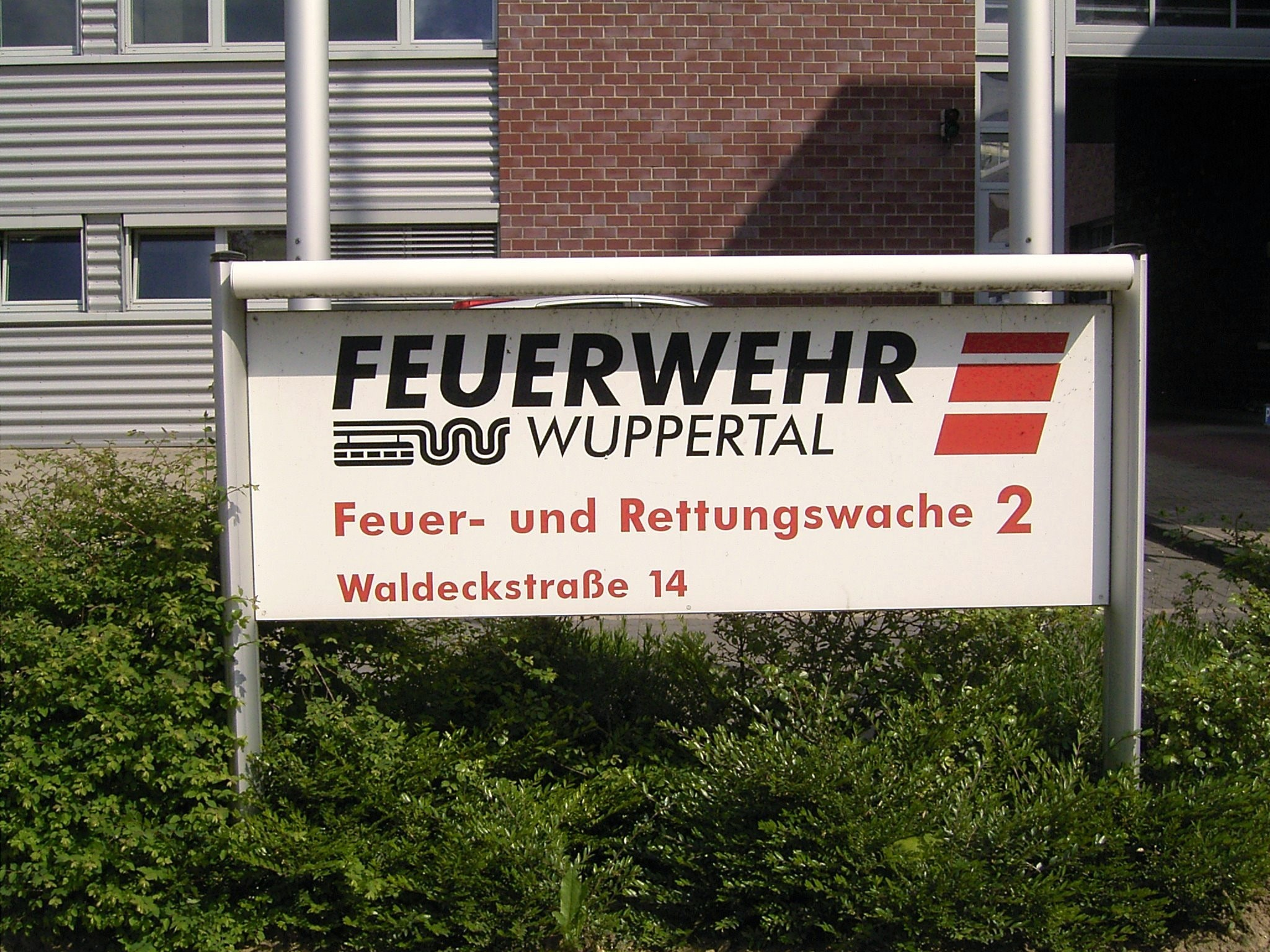
Logo auf der Infotafel der Rettungs- und Feuerwache 2